# SCHARRena
La SCHARRena è un'arena coperta di Stoccarda.

## Storia e descrizione
A seguito dei lavori di riammodernamento della Mercedes-Benz Arena, si decise si riutilizzare lo spazio venutosi a creare alle spalle di una curva dello stadio per la realizzazione di una palazzetto sportivo. I lavori cominciarono nell'agosto 2009, seguiti dallo studio Architekten Stuttgart, per terminare il 5 aprile 2011, quando la SCHARRena venne inaugurata, con un costo di costruzione di oltre quindici milioni di euro. Oltre al campo di gioco, il palazzetto, che dispone di 2 250 posti, è dotato di attività commerciali e una terrazza ricavata sul tutto, condivisi con il vicino stadio.
La SCHARRena viene utilizzata per le gare casalinghe della squadra di pallavolo femminile della Männerturnverein Stuttgart 1843 e di pallamano maschile del Turnverein Bittenfeld 1898.